# ヴァルナモFK
ヴァルナモFK（スウェーデン語: Värnamo FK）は、スウェーデンのヴァルナモを本拠地とするスポーツクラブ。1970年、1972年、1973年、1974年のスウェーデン女子バレーボール選手権で優勝した。